# Rhinopodisma
Rhinopodisma är ett släkte av insekter. Rhinopodisma ingår i familjen gräshoppor.
Kladogram enligt Catalogue of Life:
| Rhinopodisma | \| \| Rhinopodisma assama \| \| \| \| \| \| Rhinopodisma eminifrontus \| \| \| \| |
|              | \| \| Rhinopodisma assama \| \| \| \| \| \| Rhinopodisma eminifrontus \| \| \| \| |
|              | Rhinopodisma assama                                                               |
|              |                                                                                   |
|              | Rhinopodisma eminifrontus                                                         |
|              |                                                                                   |